# Мальвіново
Мальвіново (пол. Malwinowo) — село в Польщі, у гміні Затори Пултуського повіту Мазовецького воєводства.